# The Haunting (série télévisée)
Pour les articles homonymes, voir The Haunting.
The Haunting, ou La Dernière demeure au Québec, est une série télévisée d'anthologie américaine en 19 épisodes de 42 à 71 minutes, créée par Mike Flanagan et diffusée entre le 12 octobre 2018 et le 9 octobre 2020 sur le service Netflix.
Produite par Amblin Television et Paramount Television Studios, la série explore le concept de la maison hantée en s'inspirant de classique de la littérature d'horreur comme Maison hantée de Shirley Jackson ou encore Le Tour d'écrou d'Henry James.

## Synopsis
The Haunting est une série d'anthologie où chaque saison est indépendante mais liée à deux thèmes récurrents : la maison hantée et les fantômes.

### Saison 1:The Haunting of Hill House
La première saison est librement adaptée du roman Maison hantée de Shirley Jackson.
Lors de l'été 1992, Hugh et Olivia Crain s'installent temporairement dans un ancien manoir, Hill House, avec leurs cinq enfants : Steven, Shirley, Theodora, Luke et Eleanor. Mais d'étranges événements commencent à se dérouler au sein du manoir et affectent principalement Olivia dont le comportement devient de plus en plus étrange.
Un soir, Hugh et les enfants quittent la maison à cause de circonstances encore très floues pour les enfants Crain mais qui ont conduit à la mort de leur mère.
En 2018, soit 26 ans après leur départ d'Hill House, les enfants et leur père, dont la relation a été fortement affectée depuis, se retrouvent après une nouvelle tragédie, les forçant à affronter leurs démons intérieurs mais également à ouvrir les yeux sur ce que Hill House a fait d'eux et l'emprise que cette maison diabolique semble encore avoir sur eux.

### Saison 2:The Haunting of Bly Manor
La seconde saison est librement adaptée de la nouvelle Le Tour d'écrou d'Henry James.
Dans les années 1980, Danielle « Dani » Clayton, une enseignante américaine qui semble fuir son passé, arrive à Londres pour démarrer une nouvelle vie. Elle se fait recruter par Henry Wingrave qui cherche une fille au pair pour s'occuper de ses neveux, Miles et Flora, dans la demeure familiale, Bly Manor, qui se trouve dans la campagne britannique.
Miles et Flora sont orphelins et vivent dans le manoir avec pour seule compagnie les rares employés qui s'occupent d'entretenir la demeure. Sur place, Dani va rapidement être confrontée à des phénomènes étranges...

## Distribution

### Première saison

#### Acteurs principaux
- Carla Gugino (VFB : Marcha Van Boven) : Olivia Crain
- Timothy Hutton (VFB : Olivier Cuvellier) : Hugh Crain
  - Henry Thomas (VFB : Olivier Cuvellier) : Hugh (jeune)
- Michiel Huisman (VFB : Pierre Lognay) : Steven Crain
  - Paxton Singleton (VFB : Tim Belasri) : Steven (enfant)
- Elizabeth Reaser (VFB : Maia Baran) : Shirley Crain
  - Lulu Wilson (VFB : Jazz Marlier) : Shirley (enfant)
- Oliver Jackson-Cohen (VFB : Stanny Mannaert) : Luke Crain
  - Julian Hilliard (VFB : Harry Belasri) : Luke (enfant)
- Kate Siegel (VFB : Ludivine Deworst) : Theodora « Theo » Crain
  - Mckenna Grace (VFB : Clarisse De Vinck) : Theodora (enfant)
- Victoria Pedretti (VFB : Sofia Abouatmane) : Eleanor « Nell » Crain
  - Violet McGraw (VFB : Zabou Vanderbussche) : Eleanor (enfant)

#### Acteurs récurrents
- Annabeth Gish (VFB : Micheline Tziamalis) : Clara Dudley
- Anthony Ruivivar (VFB : David Manet) : Kevin Harris
- Samantha Sloyan (VFB : Prunelle Rulens) : Leigh Crain
- Robert Longstreet (VFB : Benoît Van Dorslaer) : Horace Dudley
- Levy Tran (VFB : Cathy Boquet) : Trish Park
- James Lafferty (VFB : Bernard Grand) : Ryan Quale
- Jordane Christie (VFB : Karim Chihab) : Arthur Vance
- Elizabeth Beck (VFB : Fabienne Loriaux) : Tante Janet
- Logan Medina (VFB : Kawan Augustu de Oliviera) : Jayden Harris
- May Badr (VFB : Matilda Acquisto) : Allie Harris
- Anna Enger : Joey
- Olive Elise Abercrombie (VFB : Léa Jaumart) : Abigail
- Catherine Parker (VFB : Sandrine Henry) : Poppy Hill
- Fedor Steer : William Hill
- Mimi Gould (VFB : Monique Clément) : Hazel Hill

Source et légende : version française (VF) sur Doublage Séries Database.

### Deuxième saison

#### Acteurs principaux
- Victoria Pedretti (VF : Leslie Lipkins) : Danielle « Dani » Clayton
- Oliver Jackson-Cohen (VF : lui-même) : Peter Quint
- Amelia Eve (VF : Karl-Line Heller) : Jamie
- T'Nia Miller (VF : Virgine Emane) : Hannah Grose
- Rahul Kohli (VF : Tanguy Goasdoué) : Owen Sharma
- Tahirah Sharif (VF : Aurélie Konaté) : Rebecca Jessel
- Amelie Bea Smith (VF : Clara Quilichini) : Flora Wingrave
- Benjamin Evan Ainsworth (VF : Cécile Gatto) : Miles Wingrave
- Henry Thomas (VF : Sylvain Agaësse) : Henry Wingrave

#### Acteurs récurrents
- Kate Siegel : Viola Willoughby
- Katie Parker (VF : Sara Chambin) : Perdita Willoughby
- Alex Essoe (VF : Audrey Sourdive) : Charlotte Wingrave
- Matthew Holness : Dominic Wingrave
- Carla Gugino (VF : Marjorie Frantz) : la narratrice

## Production

### Développement
En 2017, Netflix annonce avoir commandé une série en dix épisodes adaptée du roman Maison hantée de Shirley Jackson par le réalisateur Mike Flanagan avec les sociétés Amblin Television et Paramount Television à la production.
À la suite du succès de la série après sa mise en ligne, Mike Flanagan commence à être questionné sur la possibilité d'une seconde saison malgré le fait que la première achève totalement l'histoire de la famille Crain. Lors d'une interview, il répond :

« Je ne veux pas faire trop de spéculations sur une saison deux avant que Netflix, Paramount et Amblin me fassent savoir qu'ils en veulent une. Tout ce que je peux dire c'est que l'histoire de la famille Crain a été racontée. C'est terminé. »

En février 2019, Netflix dévoile avoir renouvelé la série pour une seconde saison qui la fera passer officiellement au format d'anthologie. Cette seconde saison, annoncée pour 2020, sera adaptée de la nouvelle Le Tour d'écrou d'Henry James.
En décembre 2020, Mike Flanagan annonce qu'il n'a pas pour projet de développer une nouvelle saison de la série. Néanmoins, le réalisateur précise qu'il « ne dira jamais jamais » et que s'il devait changer d'avis un jour, il en ferait part publiquement.

### Distribution des rôles
Saison 1
En juillet 2017, Carla Gugino est la première actrice à rejoindre la distribution de la première saison. Elle est rejoint en août par Henry Thomas, Elizabeth Reaser et Kate Siegel.
Quelques jours plus tard, Timothy Hutton signe pour interpréter une version plus âgée du personnage d'Henry Thomas. Le lendemain, Oliver Jackson-Cohen rejoint à son tour la distribution principale. En septembre, Victoria Pedretti rejoint la distribution accompagnée de Lulu Wilson puis Mckenna Grace, Violet McGraw, Paxton Singleton et Julian Hilliard qui interpréteront les enfants Crain lors de leurs années au manoir.
Saison 2
En juin et juillet 2019, Victoria Pedretti et Oliver Jackson-Cohen dévoilent qu'ils seront de retour avec de nouveaux rôles pour la seconde saison de la série. En août, ils sont rejoints par Henry Thomas et Kate Siegel qui feront également leurs retours.
Fin août 2019, plusieurs acteurs sont annoncés à la distribution dont T'Nia Miller, Catherine Parker, Rahul Kohli, Benjamin Ainsworth, Amelie Smith et Amelia Eve.

### Tournage
Le tournage de la première saison s'est déroulé à Atlanta dans l'état de Géorgie. L'extérieur de Hill House est celui du Bisham Manor, un manoir se trouvant dans la ville de LaGrange, près d'Atlanta. L'intérieur du manoir est un plateau se trouvant au studio EUE/Screen Gems.
L'épisode six de la première saison,Les Deux Tempêtes, a provoqué de nombreuses réactions sur les réseaux sociaux grâce à sa réalisation et ses cinq plans-séquences. L'épisode commence sur les funérailles où la caméra est comme coincée dans la pièce et tourne autour des protagonistes laissant voir les fantômes et les personnages jeunes. Une transition sur la maison est faite en laissant le père partir dans un couloir, sans aucune coupure le père se retrouve dans la maison et revoit la scène qu'il avait vécue des dizaines d'années auparavant.
Pour cet épisode, un travail très complexe a été réalisé par Mike Flanagan avec un ajustement millimétré des décors. Pour mettre en avant le travail effectué par son équipe, le réalisateur a par la suite posté sur son compte Twitter une vidéo expliquant la réalisation de cet épisode.

## Épisodes
| Saisons | Saisons        | Nombre d'épisodes | Diffusion originale |
| ------- | -------------- | ----------------- | ------------------- |
|         | 1 - Hill House | 10                | 12 octobre 2018     |
|         | 2 - Bly Manor  | 9                 | 9 octobre 2020      |

### Première saison:The Haunting of Hill House(2018)
Composée de dix épisodes, elle a été mise en ligne le 12 octobre 2018. Elle s'intitule La Dernière demeure des Hill au Québec.
1. Le Fantôme (Steven Sees a Ghost)
2. Le Cercueil ouvert (Open Casket)
3. Le Don (Touch)
4. Les Jumeaux (The Twin Thing)
5. La Dame au cou tordu (The Bent-Neck Lady)
6. Les Deux Tempêtes (Two Storms)
7. L'Éloge funèbre (Eulogy)
8. Les Marques témoins (Witness Marks)
9. Les Mauvais Rêves (Screaming Meemies)
10. Le Silence pesait lourdement (Silence Lay Steadily)

### Deuxième saison:The Haunting of Bly Manor(2020)
Composée de neuf épisodes, elle a été mise en ligne le 9 octobre 2020. Elle s'intitule Bly Manor : La Dernière demeure au Québec.
1. Un lieu de rêve (The Great Good Place)
2. L'Élève (The Pupil)
3. Les deux visages - Partie 1 (The Two Faces Part 1)
4. Comment tout arriva (The Way It Came)
5. L'Autel des morts (The Altar of the Dead)
6. Le Coin plaisant (The Jolly Corner)
7. Les Deux visages - Partie 2 (The Two Faces Part 2)
8. Histoire singulière de quelques vieux habits (The Romance of Certain Old Clothes)
9. La Bête dans la jungle (The Beast in the Jungle)

## Accueil

### Réception critique
La première saison de la série a reçu des critiques généralement positives aux États-Unis. Sur le site agrégateur de critiques Rotten Tomatoes, elle recueille 92 % de critiques positives, avec une note moyenne de 8,47/10 sur la base de 83 critiques collectées lui permettant d'obtenir le statut « frais », le certificat de qualité du site.
Le consensus critique établi par le site résume que la saison offre une histoire de fantômes efficace qui arrive à faire monter l'anticipation chez le spectateur et offre une retombée aussi satisfaisante que glaçante.
Sur Metacritic, la saison obtient une note de 79/100 basée sur 18 critiques collectées.

## Distinctions
Sauf indication contraire, les informations mentionnées dans cette section peuvent être confirmées par la base de données cinématographiques IMDb,  présente dans la section « Liens externes ».

### Récompenses
- Fangoria Chainsaw Awards 2019 : Meilleure série
- Saturn Awards 2019 : Meilleur acteur d'un programme en streaming pour Henry Thomas

### Nominations
- Writers Guild of America Awards 2019 : Meilleur scénario pour une nouvelle série
- Art Directors Guild Awards 2019 : Meilleure direction artistique pour une série fantastique / d'époque au format d'une heure
- Saturn Awards 2019 : 
  - Meilleure série d'horreur et thriller en streaming
  - Meilleure actrice d'un programme en streaming pour Carla Gugino
  - Meilleur acteur dans un second rôle d'un programme en streaming pour Michiel Huisman et Timothy Hutton
  - Meilleure actrice dans un second rôle d'un programme en streaming pour Victoria Pedretti